# Островно (озеро, Мостищенская волость Себежского района)
Островно (Островно III) или Островня — озеро в Мостищенской волости Себежского района Псковской области, в 3 км к западу от посёлка Идрица.
Площадь — 0,65 км² (65 га, с островами — 67 га). Максимальная глубина — 6 м, средняя глубина — 3 м. Площадь водосборного бассейна — 45,82 км².
На берегу озера расположена деревня Островно.
Проточное. Через реки Островня и Идрица соединяется с рекой Великой.
Тип озера плотвично-окуневый. Массовые виды рыб: щука, окунь, плотва, ерш, красноперка, язь, караси золотой и серебряный, линь, верховка, уклея, лещ, густера, пескарь, угорь, вьюн, щиповка.
Для озера характерны: преимущественно илистое дно, сплавины; в прибрежье — леса, луга, огороды, болото.